# Цао Юй
Цао Юй (кит. 曹禺, пиньинь Cáo Yú, имя при рождении Ван Цзябао; 24 сентября 1910 — 13 декабря 1996) — китайский драматург.

## Биография
Родился 24 сентября 1910 года в Тяньцзине, в семье чиновника; его родители были родом из уезда Цяньцзян провинции Хубэй. В 1924 году поступил в Нанкинский университет, через год перевёлся в университет Цинхуа в Пекине, где изучал европейские языки и литературу; завершил обучение в 1934 году.
В 1937 году, с началом Второй японо-китайской войны, бежал в Чунцин, где начал писать пьесы. После окончания войны переехал в Шанхай и занялся написанием сценариев к фильмам и переводами произведений Уильяма Шекспира. В 1949 году переехал в Пекин, где возглавил народный театр. Во время Культурной революции был репрессирован, затем реабилитирован.

## Творчество
Произведения посвящены в основном социально-психологическим проблемам, отличаются своеобразием характеров персонажей. Первой драматургической работой является трагедия «Гроза» (1934, русский перевод 1956), следующая — «Восход» (1935, русский перевод 1960); оба произведения содержат острую критику современных автору буржуазных порядков. Пьеса «Дикое поле» (1937) посвящена различным противоречиям в жизни китайской деревни. Патриотическая драма «Обновление» (1941) посвящена раннему этапу войны Китая с Японией. Трагикомедия «Пекинцы» (1941, русский перевод — «Синантропы», 1960) и пьеса «Семья» (по одноимённому роману Ба Цзиня, 1942) относятся к так называемым «семейным драмам» и представляют собой сатирическое отображение различных проблем китайского общества. В 1954 году написал драму «Ясное небо», посвящённую судьбам китайской интеллигенции (русский перевод 1960).

## Память о Цао Юе
- В доме, где провёл детство и юность Цао Юй, открыт музей.
- В 1958 году в Рижском русском театре имени Михаила Чехова была поставлена пьеса «Тайфун»

## Переводы на русский язык
Цао Юй. Пьесы. Т. 1–2 / Послесл. В.В. Петрова. М., 1960.